# ウィリー・ウィリアムス (音楽家)
ウィリー・ウィリアムス（Willi Williams、あるいはWillie Williams）は、ジャマイカのレゲエおよびダブの音楽家、プロデューサー。ウィリー・ウィリアムスは、彼の初のヒット曲『Armagideon Time』から、「アルマギデオン・マン」の別名でも知られる。この曲はザ・クラッシュによるシングル「ロンドン・コーリング」のB面でもカバーされている。

## キャリア
ジャマイカのセント・アン教区で生まれる。トレンチタウンの総合高校に通っていたとき、クラスメイトにローウェル・チャールズ・ダンバー（後のスライ・ダンバー）がいた。初めてのレコーディングは1960年代中盤にウィリアムスがまだ14歳の頃にスタジオ・ワンで行われた。しかし、この時はヒットするには至らなかった。
1969年には、レコードレーベル『ソウル・サウンズ』（Soul Sounds）を立ち上げ、デルロイ・ウィルソンのレコーディングを行うなどした。1974年にはカナダに移住し、オンタリオ州トロントとキングストンの両方で過ごした。
1980年にコクソン・ドッドはウィリアムスを再びスタジオ・ワンに呼び戻す。ウィリアムスはコクソン・ドッドプロデュースの元、キーボーディストのジャッキー・ミットゥたちと共に古いリディムを使用した『Armagideon Time』を制作し、表題曲で有名になる。この歌は後にザ・クラッシュにもカバーされ、映画『Ghost Dog: The Way of the Samurai』や、ゲームソフト『グランド・セフト・オート・サンアンドレアス』でも使用されている。
同時期にアルバム『Messenger Man』をリリースし、その後も自分のレーベルやジャー・シャカのレーベルからレコードを出す。2003年には自身のレーベル「Drum Street」から、『From Studio One to Drum Street』をリリースしている。
2007年現在もウィリアムスはトロントのアーティストVisionaryとアルバムを制作するなど、活動を続けている。